# Кубичен метър
Кубичен (или кубически) метър е единица за измерване на обем, равна на обема на куб със страна един метър. В разговорната реч се нарича накратко кубик; друго немного популярно название на единицата е килолитър. Международното ѝ означение (съгласно SI) е m3, но в България се използва и м3. 1 кубичен метър е равен на 1000 L (литра).
- от 1901 до 1964 г. един литър се дефинира като 1 килограм чиста вода при температура 4 °C и налягане 101,325 kPa (760 mmHg). През този период 1 литър е около 1,000028 dm3. През 1964 г. се връща оригиналната дефиниция (1 литър = 0,001 m3).
- В западната литература, макар и рядко, се среща абревиатурата cc (cubic centimeter), като еквивалентна на cm3 (в случаите, когато е невъзможно изписването на степента или просто за удобство), например когато става въпрос за обем на двигатели (500 cc, отговарящо на 500 cm³) или в медицината за количество течност.
- В България е прието наименованието кубик, както за кубичен метър (m³), така и за кубичен сантиметър (cm³), като кое точно е зависи от контекста. Водата например се измерва в кубици, които са кубични метри, докато работният обем на двигател е в кубици, които са кубични сантиметри.

## Кратни и дробни

### Кратни
Кубичен декаметър
- е обемът на куб със страна, дълга един декаметър (10 m)
- равен е на мегалитър
- 1 dam3 = 1000 m3 = 1 ML

Кубичен хектометър
- е обемът на куб със страна, дълга един хектометър (100 m)
- равен е на гигалитър
- 1 hm3 = 1 000 000 m3 = 1 GL

Кубичен километър
- е обемът на куб със страна, дълга един километър (1000 m)
- равен е на тералитър
- 1 km3 = 1 000 000 000 m3 = 1 TL

### Дробни
Кубичен дециметър
- е обемът на куб със страна, дълга един дециметър (0,1 m)
- равен е на литър
- 1 dm3 = 0,001 m3 = 1 L

Кубичен сантиметър
- е обемът на куб със страна, дълга един сантиметър (0,01 m)
- равен е на милилитър
- 1 cm3 = 0,000001 m3 = 10-6 m3 = 1 mL

Кубичен милиметър
- е обемът на куб със страна, дълга един милиметър (0,001 m)
- равен е на микролитър
- 1 mm3 = 0,000000001 m3 = 10-9 m3 = 1 µL